# Guánica (Guánica)
Guánica es un barrio-pueblo ubicado en el municipio de Guánica en el estado libre asociado de Puerto Rico. En el Censo de 2010 tenía una población de 3514 habitantes y una densidad poblacional de 1.374,63 personas por km².

## Geografía
Guánica se encuentra ubicado en las coordenadas 17°58′7″N 66°54′52″O / 17.96861, -66.91444. Según la Oficina del Censo de los Estados Unidos, Guánica tiene una superficie total de 2.56 km², de la cual 2.03 km² corresponden a tierra firme y (20.57%) 0.53 km² es agua.

## Demografía
Según el censo de 2010, había 3514 personas residiendo en Guánica. La densidad de población era de 1.374,63 hab./km². De los 3514 habitantes, Guánica estaba compuesto por el 74.79% blancos, el 9.42% eran afroamericanos, el 0.26% eran amerindios, el 0.14% eran asiáticos, el 12.29% eran de otras razas y el 3.1% pertenecían a dos o más razas. Del total de la población el 99.54% eran hispanos o latinos de cualquier raza.